# Hyde Park (Sydney)

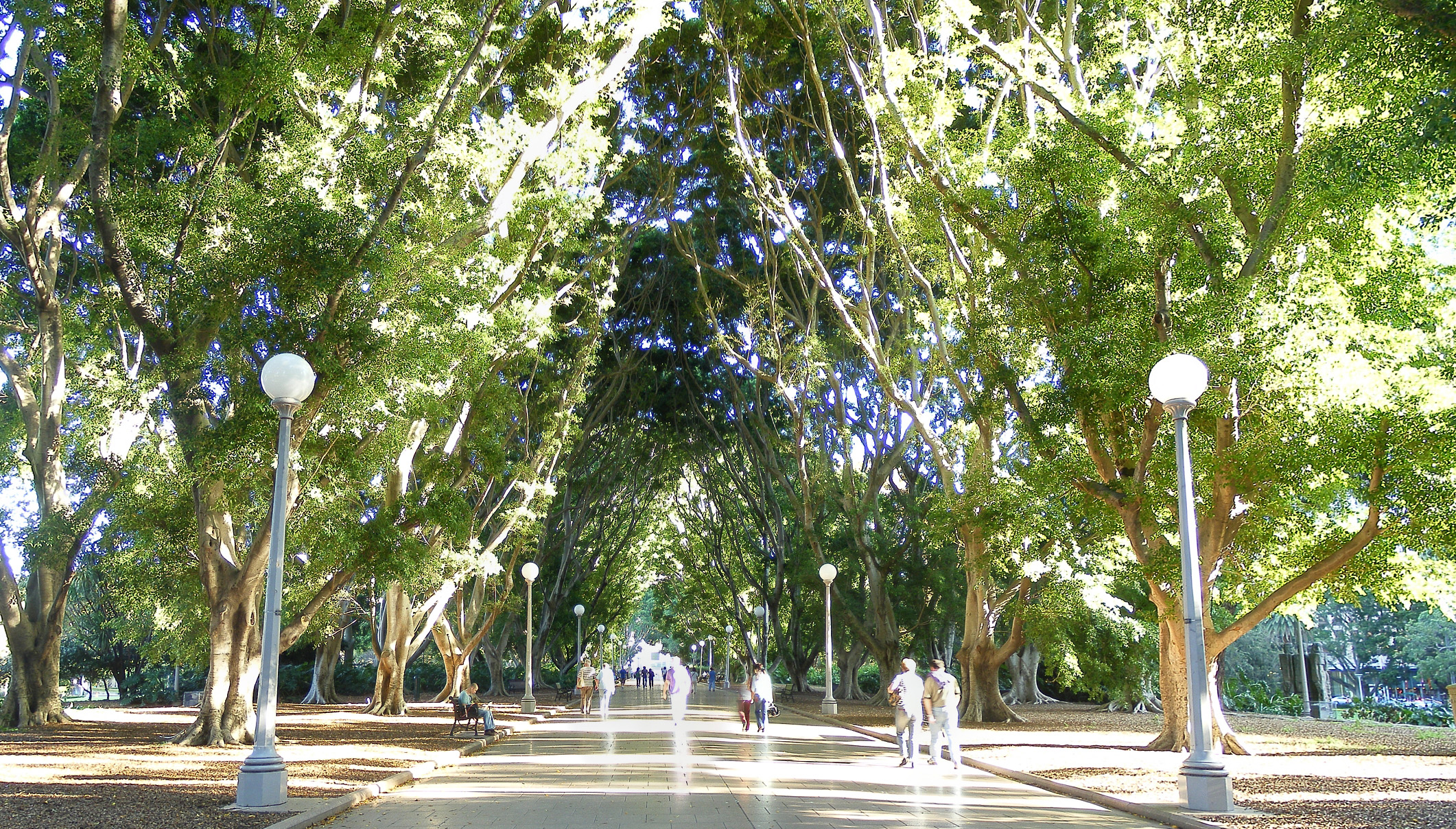
Hyde Park

Der Hyde Park ist der älteste öffentliche Park in Australien. Er besitzt eine Fläche von 16 Hektar und liegt im zentralen Geschäftsviertel von Sydney. Der Hyde Park hat insgesamt eine rechteckige Form, wobei er sich am südlichen Ende quadriert und am nördlichen Ende abrundet. Es grenzt im Westen an Elizabeth Street, im Osten an die College Street, im Norden an die St. James Road und Prince Albert Road und im Süden an die Liverpool Street. Der Hyde Park enthält gepflegte Gärten mit Chinesischen Feigen, Palmengewächsen und anderen Pflanzenarten.

## Geschichte

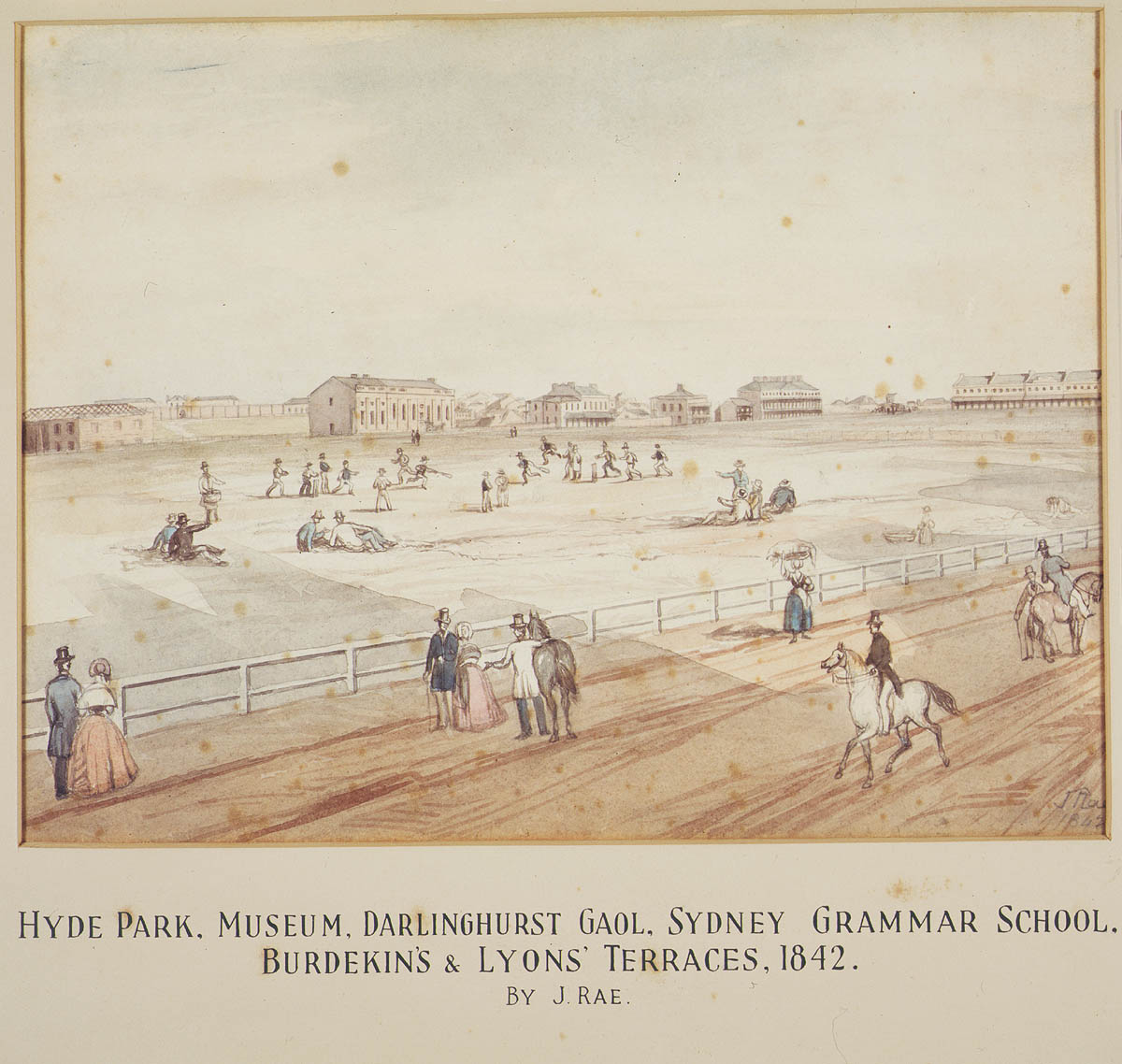
Gemälde vom Hyde Park, 1842

Der Park wurde nach dem berühmten Hyde Park in London benannt. Viele Sportarten wurden im Hyde Park gespielt, darunter Cricket, Rugby, Pferderennen, Wurfringen und Schleudern, teils auch zu militärischen Zwecken. 1810 trennte Gouverneur Lachlan Macquarie den Bereich von The Domain im Norden und nannte es Hyde Park.
2005 wurden im Hyde Park eine Reihe von infizierten Bäumen entdeckt und gefällt.

## Sehenswürdigkeiten

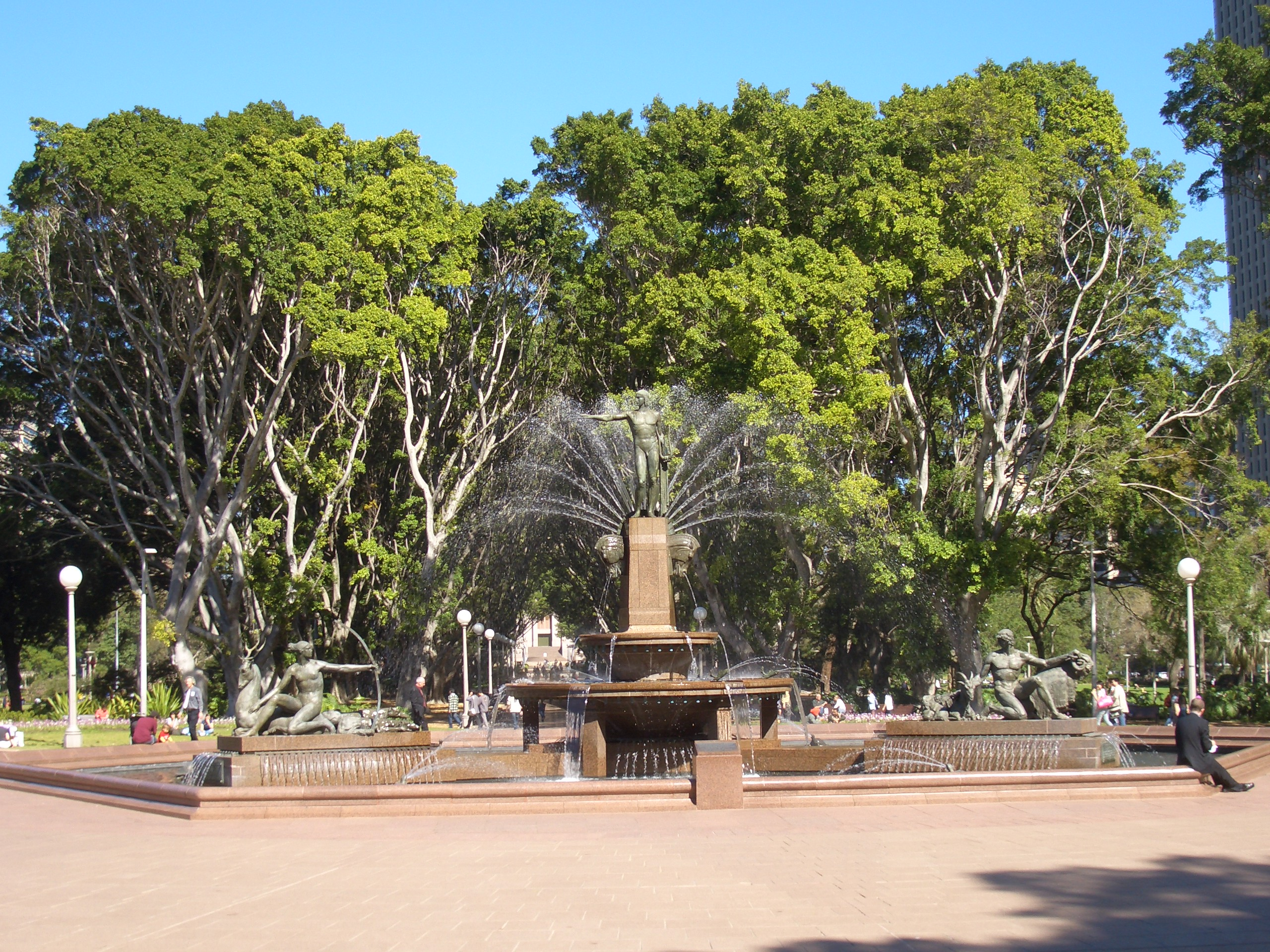
Archibald Fountain, 2006

Das Herzstück des Hyde Park ist der Archibald Fountain. Der Brunnen zu Ehren von J. F. Archibald wurde von François-Léon Sicard entworfen. 
Im nordöstlichen Bereich des Parks wurde ein Denkmal für Kapitän James Cook errichtet, um Cooks Entdeckung der Ostküste von Australien im Jahre 1770 zu gedenken.
Am Eingang des Parks an der Bathurst Street befindet sich ein 22 Meter hoher, mit ägyptischen Motiven verzierter, Obelisk. Er wurde 1857 errichtet und vom damaligen Bürgermeister George Thornton enthüllt. Das heutige Denkmal diente damals als Kanalisationsschacht und wurde scherzhaft "Thornton's Scent Bottle" (Thorntons Duftflasche) genannt.